# 安阳博物馆
安阳博物馆，中华人民共和国河南省安阳市的一座综合性地方历史博物馆，成立于1958年5月，是安阳市文物标本收藏、陈列、宣教与科研机构，是一座以殷商文化为代表、以地方文物为特色的博物馆。

## 历史
安阳博物馆成立于1958年5月，原名安阳市博物馆，是河南省内成立较早的地市级博物馆之一。原馆址位于袁林建筑群（袁世凯墓地）之内。
2008年12月，迁入位于安阳市图书馆博物馆综合大楼西部的新馆，大楼东部为安阳市图书馆和少年儿童图书馆。2010年3月更名为“安阳博物馆”。

## 展览及藏品
安阳博物馆的建筑面积2万余平方米，共有7个展厅和8个文物库房。展厅面积5千余平方米，展线1500余米，展出文物1200余件，有《殷商社会生活》《安阳青铜器》《安阳瓷器》和《馆藏铜镜》四个基本陈列。曾先后制作了《馆藏书画艺术作品展》《安阳民间收藏展》《安阳市特殊教育学校学生艺术作品展》《馆藏景泰蓝展》等专题展览或临时展览，其中《版上天地——馆藏安阳地区木刻版展》获河南省文物局2012年度优秀展览。
库房面积2600余平方米，馆藏上溯旧石器时代，下迄现代的文物万余件，包括骨器、甲骨、石器、玉器、石刻、铜器、铁器、陶器、货币、绘画、书法及近现代文物等十几个类别。

## 组织机构
安阳博物馆内设办公室、保管部、陈列部、社教部、研究部、保卫科、后勤部和三产办等8个部门，有干部职工35人。

## 著作
安阳博物馆先后编写出版了《安阳历史文物考古论集》《安阳市博物馆馆藏文物精品图录》《安阳地区木版年画刻版》等著作。